# شرف‌الدوله کلانتر
میرزا ابراهیم خان باغمیشه‌ای ملقب به شرف‌الدوله و مشهور به کلانتر، یکی از رجال سرشناس و معروف آذربایجان و همچنین نمایندهٔ مردم تبریز در مجلس شورای ملی در دورهٔ اول بوده‌است.

وی به اقتضای معتقدات آباء و اجدادی خودش مردی صوفی‌منش، خلیق، پای‌بند به اصول و صریح‌الهجه و مبادی آداب بود، همچنین او مردی دانش‌دوست و علم‌پرور و نسبت به طبقهٔ فضلا و دانشمندان عصر خویش علاقه و ارج خاص قایل بود. او از کج‌فهمی و اعمال نادرست برخی از هم‌وطنان خود که شئون مملکتی را مخدوش و باعث سرشکستگی و بدنامی ایران و ایرانی در انظار دیگران می‌شدند، سخت در رنج بود.

## تولد و خانواده
حاج میرزا ابراهیم خان باغمیشه‌ای فرزند حاجی میرزا مهدی باغمیشه معروف به حاجی کلانتر بود. او در حدود سال ۱۲۷۲ ه‍.ق در تبریز چشم به جهان گشود. تحصیلات خود را در خانه، مکتب و مدرسه‌های آن‌روزی تبریز به پایان آورد. چند سالی نیز در دارالفنون مظفری تبریز که تازه تأسیس بود، به تحصیل امور مستوفیگری و دیوانی پرداخت.
در حدود سی‌سالگی در ۱۴ شعبان ۱۳۰۳ ه‍.ق معادل ۱۲۶۴ ه‍.خ با صاحب سلطان خانم دختر حاجی میزا علی اعیان که بانویی درس‌خوانده و از زنان متشخص تبریز بود ازدواج کرد.

## زندگی

### سال‌های ۱۲۹۷ه‍.ق الی ۱۳۱۰ه‍.ق
در حدود سال ۱۲۹۷ و در سن بیست‌وپنج سالگی به خدمت دیوانی و دربار مظفرالدین میرزای ولیعهد وارد شد و با عنوان مستوفی سرکاری مشغول کار شد. ایشان به سبب این‌که خط و ربط خوبی داشتند، به مناسبت ورود خود به دستگاه ولیعهد در تبریز، نسخه‌ای از تحفةالملوک را به خط خوش نوشته و تقدیم مظفرالدین میرزای ولیعهد کرد و چون کتابخانهٔ ولیعهد پس از رسیدن به سلطنت به تهران حمل شد، این نسخه نیز وارد کتابخانهٔ سلطنتی شده و در آن‌جا محفوظ است.
میرزا ابراهیم خان پس از مدتی نیز علاوه بر مستوفی سرکاری، کدخدایی باغمیشه را عهده‌دار شد و در سال ۱۳۰۶ هـ.ق. به جای پدر خود کلانتر تبریز گشت.

### سال‌های ۱۳۱۱ه‍.ق الی ۱۳۲۰ه‍.ق
حاجی ابراهیم‌خان کلانتر پدر میرزا ابراهیم‌خان در تاریخ سوم جمادی‌الاولی ۱۳۱۱ه‍.ق درگذشت. در سال ۱۳۱۲ ه‍.ق علاوه بر کلانتری، مسئول ادارهٔ ارزاق شهر تبریز نیز شدند و بارها با مشکل قحطی و گرانی نان مواجه شدند. پس از مرگ ناصرالدین شاه و حرکت دربار مظفرالدین شاه به تهران، گرانی و قحطی نان افزایش یافت. محمدعلی میرزا اعتضادالسلطنه که خود دارای مزارع گندم فراوان در آذربایجان بود، با انبار کردن گندم بر قیمت آن می‌افزود. در سال ۱۳۱۶ ه‍. ق، در تبریز شورشی علیه گرانی و کمبود نان صورت گرفت و مردم بر حاکم آذربایجان امیر نظام گروسی شوریدند. محمد علی میرزا، میرزا ابراهیم خان کلانتر و برادرش میرزا صالح خان سالار اکرم (آصف الدوله بعدی) را در نزد مظفرالدین شاه مسبب این واقعه معرفی نمود. این دو برادر، برای تبرئه خود از این اتهام و شکایت از حکومت محمدعلی میرزا به تهران رفتند و مدتی در تهران بودند. البته این توهین اسباب محبوبیت و احترام میرزا ابراهیم خان شد و مردم او را قربانی حکومت مستبد می‌دانستند.
در محرم ۱۳۱۷ هـ.ق. حسین قلی خان نظام السلطنه مافی به حکومت تبریز منصوب شد و وساطت این دو برادر را برای بازگشت به تبریز نزد محمدعلی میرزا نمود و پس از کسب اجازه، میرزا ابراهیم خان کلانتر به تبریز بازگشت.
در همین سال با درخواست نظام السلطنه از مظفرالدین شاه و قبول ایشان، میرزا ابراهیم خان کلانتر ملقب به شرف الدوله شد و همچنین ریاست تجار را به او واگذار شد. مشکل گرانی و کسود نان باقی بود و نظام السلطنه نظارت بر امر پخت و توزیع نان را بر عهده گرفت.
در سال۱۳۱۸ ه‍.ق میرزا ابراهیم خان به نظام السلطنه مراجعه نمود و از او خواست تا نظارت بر مسئله نان بر عهده او گذاشته شود. ظاهراً کار به او سپرده شد ولی پس از مدتی کوتاه بنا به دستور محمدعلی میرزا (ولیعهد) نفی بلد و به کربلا تبعید شد و به جای ایشان ثقةالدوله به ریاست تجارت رسید.
تبعید میرزا ابراهیم خان یک سال بیشتر طول نکشید و ایشان در سال ۱۳۱۹ به تبریز بازگشت. در این حین مقدمات اعزام فرزندان خود به قفقاز جهت ادامهٔ تحصیل را فراهم نمود.
در دوره بیگلربیگی علی تقی خان مفاخرالدوله در سال ۱۳۲۰ ه‍. ق، ایشان مجدداً به سمت کلانتری تبریز درآمدند.

### سال‌های ۱۳۲۱ه‍.ق الی ۱۳۳۰ه‍.ق

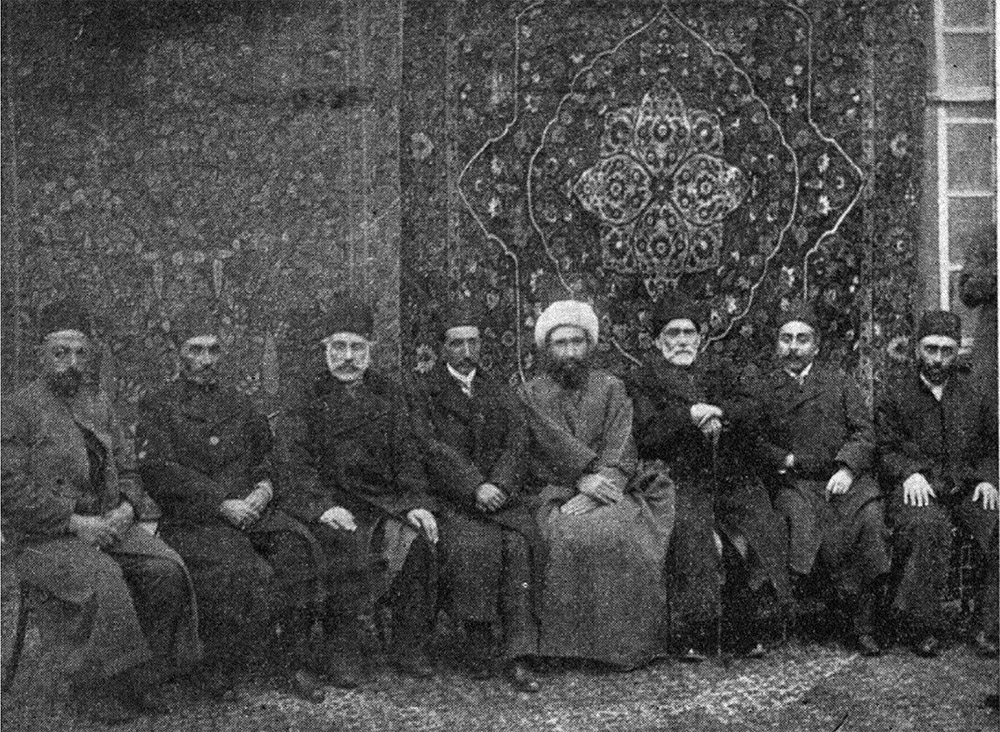
هشت نماینده آذربایجان در نخستین دوره مجلس شورای ملی در باکو حضور دارند. از راست بچپ: حاجی میرزا ابراهیم آقا، مستشارالدوله، طالبوف،آقا ميرزا فضلعلی، شرف الدوله، هدایت الله میرزا، احسن‌الدوله، حاجی میرزا آقا فرشی.

در سال ۱۳۲۱ ه‍.ق سفری به روسیه جهت دیدار فرزندان و سیاحت و گردش داشت و به شهرهای قفقاز و تفلیس و مسکو رفت.
محمدولی خان تنکابنی در سال ۱۳۲۲ ه‍.ق به حکومت اردبیل، مشکین، خلخال (اردبیل) و طالش منصوب شد. و به علت مناسبات دوستانه با شرف الدوله، او را با خود به اردبیل برد و به نیابت حکومت اردبیل منصوب کرد. شرف الدوله در اردبیل دست به کارهایی در زمینهٔ نظم و ترتیب و آبادی شهر زد. محمد ولی خان تنکابنی در سال ۱۳۲۳ ه‍.ق در پی بروز بیماری وبا در سراسر منطقه بدون اجازهٔ ولیعهد به تهران بازگشت و شرف الدوله نیز به اجبار تبریز بازگشت.
در بازگشت به تبریز و آغاز حرکت مشروطه‌خواهی او فعالیت‌هایی پنهانی علیه محمد علی میرزا ولیعهد و حاج میرزا حسن مجتهد و حاجی میرزا عبدالکریم امام جمعه را آغاز نمود. با صدور فرمان مشروطیت انتخاب نمایندگان آغاز شد. میرزا ابراهیم خان شرف الدوله با ۳۷ رای از سوی اعیان تبریز نماینده شد و در ۲۳ ذیقعده ۱۳۲۴ ه‍.ق به همراه شش نماینده دیگر تبریز، از راه باکو و تفلیس عازم تهران شدند.
نمایندگان تبریز در ۲۴ ذیحجه ۱۳۲۴ ه‍.ق به تهران وارد شدند و مورد استقبال فراوان قرار گرفتند. از همان آغاز ورود نمایندگان آذربایجان درگیری بر سر مشروطه آغاز شد و نمایندگان آذربایجان خواهان پذیرش اصل مشروطیت از سوی محمدعلی‌شاه بودند و در این مورد فخر السلطنه را به عنوان واسطه برگزیدند ولی محمد علی‌شاه از پذیرش هفت تقاضای نمایندگان امتناع ورزید و همه پیشنهادها را نپذیرفت به غیر از ۱۲ اصل مهم که به رسمیت شناختن مشروطه و استقرار انجمن‌های ایالتی و ولایتی بود. شرف الدوله در بسیاری از موارد با و کلای تندروی آذربایجان مانند مستشار الدوله، حاجی میرزا ابراهیم آقا تبریزی و تقی‌زاده دارای اختلاف نظر بود. رابطه نزدیک شرف الدوله با سعدالدوله عضو هیئت مدیره جامع‌آدمیت (جمعیت شبه فراماسونی)، منجر به عضویت او در این انجمن فراماسونری شد.
در مسئله شورش پسر رحیم خان چلبیانلو و زنجیر برداشتن از رحیم خان در تهران، شرف الدوله به دیگر وکلای آذربایجان پیوست و در مقابل تصمیم مجلس مبنی بر آزاد کردن رحیم خان، متفقاً مجلس را تحریک کرد. شرف الدوله که در روز ترور امین السلطان ترتیب ملاقاتی بین دو مخالف جدی او، سعدالدوله و تقی‌زاده داده بود با شنیدن خبر ترور او اظهار تاسف کرد. در رمضان ۱۳۲۵ ه‍.ق او تلاش زیادی برای جلب نظر احتشام‌السلطنه و نمایندگان مجلس در مورد صدارت سعدالدوله نمود. نمایندگان آذربایجان و دیگر نمایندگان آذری مجلس، انجمنی به نام آذربایجان تشکیل دادند که میرزا ابراهیم خان نیز در آن چند جلسه شرکت نمود. او در شوال ۱۳۲۵ ه‍.ق به عضویت در کمیسیون جنگ و کمیسیون مالیه انتخاب شد.
میرزا ابراهیم خان شرف الدوله تا ۲۲ جمادی‌الاول ۱۳۲۶ ه‍.ق در جلسات مجلس حضور یافت و پس از به توپ بسته شدن مجلس، از منزل خود متواری شد و در ۲۴ جمادی‌الاول ۱۳۲۶ ه‍.ق به منزل میرزا جواد خان سعدالدوله پناه برد، البته منزل او در تبریز توسط قوای رحیم خان غارت و ویران شد.
پس از تصرف تهران توسط قوای مجاهدین، محمدولی خان سپهدار اعظم به شرف الدوله پیشنهاد حکومت قزوین را داد و در جمادی‌الاول، ۱۳۲۷ ه‍.ق شرف‌الدوله به حکومت قزوین منصوب شد ولی بیش از چند ماهی در این سمت باقی نماند و به تهران بازگشت.
میرزا ابراهیم خان در ۱۳۲۸ ق. به تبریز بازگشت.
و در سال ۱۳۳۰ ه‍.ق که صمدخان شجاع الدوله به تبریز حمله برد و آن را تصرف نمود و در نهم محرم ۱۳۳۰ ه‍.ق شرف الدوله توسط مأموران شجاع الدوله دستگیر و به باسمنج فرستاده شد. وی پس از مدتی کوتاه آزاد شد.

### سال‌های ۱۳۳۱ه‍.ق الی ۱۳۴۶ه‍.ق
شرف الدوله پس از آزادی ایران را ترک کرد و برای ملاقات فرزندان خود راهی روسیه شد؛ با آرام شدن اوضاع و خروج نیروهای روس، به تبریز بازگشت و همچنان با حمایت دکتر مصدق سمت کلانتری تبریز را بر عهده داشت.
در سال‌های پایان عمر به علت پیری و فرسودگی، در کارهای شهر و ارزاق و کلانتری جندان دخالتی نداشت و در باغمیشه عزلت گزیده و به کارهای شخصی خود رسیدگی می‌نمود.
وی در در سال ۱۳۳۴ ه‍.ق مدرسه‌ای با نام شرف یا شرفیه در محله باغمیشه تأسیس نمود که امروزه دبستان خیام نامیده می‌شود.
همچنین دزر سال ۱۳۴۶ ه‍.ق با شراکت پسرش مهندس کلانتری یک کارخانه قالی بافی برای کمک به کودکان و جوانان بیکار در باغمیشه تأسیس کرد.

## وفات
پس از مرگ همسرش، شرف‌الدوله نیز روز چهارشنبه سوم فروردین‌ماه ۱۳۱۱ هجری شمسی(۱۳۵۱ ه‍.ق) در خانهٔ خود در باغمیشه در حدود هشتاد سالگی درگذشت.